# Sikorsky SH-60 Seahawk
Il Sikorsky SH-60/MH-60 Seahawk è un elicottero utility medio imbarcato, biturbina a singolo rotore, prodotto dall'azienda statunitense Sikorsky Aircraft dagli anni Ottanta, ed è parte della famiglia Sikorsky S-70.

## Progetto e sviluppo
L'SH-60 è stato sviluppato per le esigenze dell'US Navy, e in particolare per soddisfare i requisiti del progetto LAMPS (Light Airborne Multi-Purpose System). Sfruttando la sua grande esperienza nella fabbricazione di elicotteri, Sikorsky attinse alle risorse a sua disposizione, e modificando il precedente modello UH-60, realizzò quanto richiesto. In effetti l'SH-60B e l'UH-60A condividono 83% delle parti , e le differenze maggiori sono i sistemi anticorrosione e le turbine più potenti. 
Il prototipo YSH-60B volò per la prima volta il 12 dicembre 1979. La produzione in massa fu avviata nel 1983, e l'entrata in servizio dell'SH-60B avvenne l'11 febbraio 1984.

## Varianti
- YSH-60B Seahwak: versione di sviluppo prodotta in 5 esemplari[5]
- NSH-60B: esemplari di serie strumentati per voli di prova[5]
- SH-60B Seahawk: elicottero antisommergibile equipaggiato con radar APS-124 e misura di supporto elettronico ALQ-142
  - S-70B-1 Seahawk: versione per la Armada Española
  - S-70B-2 Seahawk: versione per la Royal Australian Navy
  - S-70B-6 Aegean Hawk: versione per la Polemikó Nautikó derivata dal S-70C(M)-1/2
  - S-70B-7 Seahawk: versione per la Kongthap Ruea Thai
  - S-70B-28 Seahawk: versione per la Türk Deniz Kuvvetleri
  - S-70C(M)-1/2 Thunderhawk: versione per la Zhōnghuá Mínguó Hǎijūn; la versione S-70C(M)-1 ha due motori CT7-2D1 mentre la versione S-70C(M)-2 ha due T700-GE-401C
  - SH-60F Oceanhawk: elicottero antisommergibile imbarcato con avionica SH-3H aggiornata
- CH-60E: versione da trasporto non realizzata proposta per lo United States Marine Corps
- NSH-60F: versione con un nuovo cockpit per supportare il programma VH-60N Cockpit Upgrade Program
- HH-60H Rescue Hawk: versione da ricerca e soccorso
- XSH-60J/S-70B-3: prototipi costruiti per il Giappone
- SH-60J: elicottero antisommergibile per la Kaijō Jieitai[6]
- SH-60K versione modificata prodotta dalla Mitsubishi[6]
- SH-60L versione prodotta dalla Mitsubishi con ulteriori miglioramenti elettronici[6]
- YSH-60R Seahawk: prototipo del MH-60R
- MH-60R Seahawk: versione antisommergibile con capacità di trasporto cargo e ricerca e soccorso
- YCH-60S Knighthawk: prototipo del MH-60S, convertito in MH-60S nel 2001
- MH-60S Knighthawk: versione per trasporto cargo, ricerca e soccorso, supporto alle unità speciali e contromisure alle mine
- HH-60J Jayhawk: versione per la United States Coast Guard
- MH-60T Jayhawk: aggiornamento degli HH-60J

## Utilizzatori

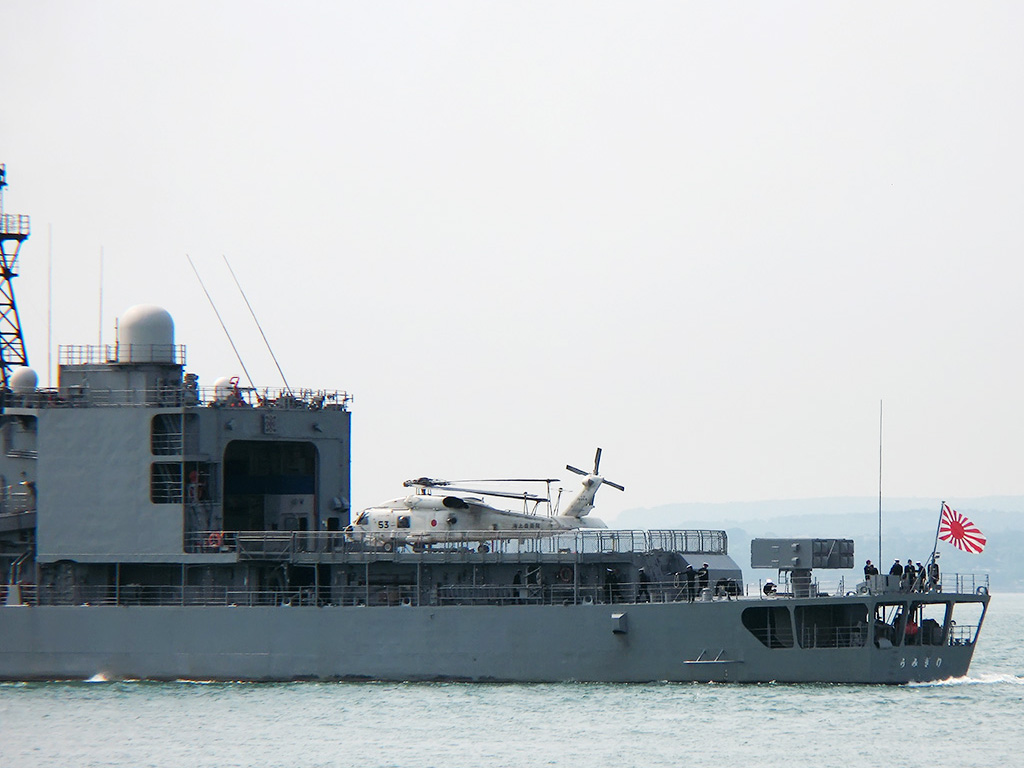
Un SH-60J sul ponte della nave giapponese classe Asagiri JDS Umigiri (DD-158).

Arabia Saudita
- Royal Saudi Naval Force

10 MH-60R ordinati nel 2015, il primo consegnato a settembre 2018.
 Australia
- Royal Australian Navy

16 S-70B sono stati in servizio dal 2008 al 2017 e sono stati sostituiti da 24 MH-60R. L'8 ottobre 2021, il DoD americano ha autorizzato la vendita di 12 ulteriori MH-60R alla RAN. Ordine ufficializzato il 9 maggio 2022 per ulteriori 13 elicotteri da consegnare a partire dal 2025, comprendente anche il rimpiazzo di un MH-60R perso il 14 ottobre 2021.
 Brasile
- Marinha do Brasil

4 S-70B Seahawk consegnati a partire dal 28 agosto 2012.
 Corea del Sud
- Daehanminguk Haegun

10 UH-60P consegnati a partire dal 1992. Ulteriori 12 MH-60R ordinati il 13 aprile 2021.
 Danimarca
- Flyvevåbnet

9 MH-60R ordinati nel 2010, consegnati tra il 2017 ed il novembre 2018, e tutti in servizio nel 2020.
 Grecia
- Polemikó Nautikó

11 S-70B-6 ricevuti a partire dal 1994, tutti in servizio al giugno 2019. 7 MH-60R sono stati acquistati nel 2018, seguiti da altri 4 (più 3 in opzione) nell'ottobre 2020, che dovrebbero essere consegnati entro il 2025. A fine novembre 2020 è stata esercitata l'opzione per i 3 esemplari che porta a 7 il numero degli MH-60R ordinati. I primi tre MH-60R sono stati consegnati il 20 marzo 2024.
 Giappone
- Kaijō Jieitai

103 SH-60J ricevuti a partire dal 1991.
La Mitsubishi ha prodotto tre versioni ampiamente modificate e migliorate, per rispondere alle esigenze nazionali, che sono chiamate Mitsubishi SH-60J/K/L.
 India
- Indian Navy

Il 19 febbraio 2020 il comitato di sicurezza dell'India ha approvato l'acquisto di 24 MH-60R per l'Indian Navy. I primi due MH-60R su 24 ordinati sono stati formalmente presi in carico negli Stati Uniti a luglio 2021.
 Israele
- Heil HaYam HaYisraeli

8 SH-60F ex US Navy ordinati nel 2016 la cui consegna è stata ritardata a causa dell'aumento dei costi per la costruzione delle corvette Sa'ar 6 acquistate congiuntamente. La consegna dei primi tre esemplari è prevista per il 2024.
 Norvegia
- Kongelige Norske Luftforsvaret

6 MH-60R ordinati il 26 ottobre 2023.
 Singapore
- Aeronautica militare della Repubblica di Singapore

8 S-70B Seahawk acquisiti tra il 2011 e il 2013, tutti consegnati all'aprile 2018.
 Spagna
- Flotilla de Aeronaves

6 SH-60B ricevuti nel 1988, più ulteriori 6 ricevuti nel 2002. Nel 2010 sono stati ordinati ulteriori 6 SH-60F, ridotti poi a due, il primo dei quali è stato consegnato ad agosto 2017. Il 20 settembre 2017, il Ministero della difesa spagnolo ha dichiarato che sarebbero stati acquistati i restanti elicotteri per ripristinare l'ordine di 6 esemplari del 2010. Ulteriori 2 SH-60F sono stati ordinati a novembre 2019, portando il totale a 8 elicotteri di questa versione. Il 15 marzo 2022 il Dipartimento di Stato americano ha approvato la vendita militare straniera (FMS) all'Armada spagnola di 8 MH-60R Seahawk con supporto e relative attrezzature per un valore di 950 milioni di dollari. L'acquisto è stato autorizzato dal Governo spagnolo ad aprile 2023, con contratto firmato il 12 ottobre dello stesso anno per la consegna di 8 MH-60R ad un costo di 820 milioni di euro.
 Stati Uniti
- United States Navy

 Taiwan
- Zhōnghuá Mínguó Hǎijūn

21 S-70C(M), acquistati tra il 1990 ed il 1997. 18 in servizio al giugno 2018.
 Thailandia
- Royal Thai Navy

8 S-70B-7 ricevuti a partire dal 1997, più 2 MH-60S ricevuti nel 2011.
 Turchia
- Türk Deniz Kuvvetleri

4 S-70B-28 acquistati nel 1998, incrementati a 8 con un'opzione per altri 8 nel 2001, e consegnati nel 2002. Altri 17 esemplari sono stati ordinati nel 2006, in seguito un ulteriore elicottero è stato acquistato a costo zero a causa dei ritardi nelle consegne, inizialmente previste entro il 2009. Tutti gli elicotteri sono stati consegnati entro il 2012.